# Daviscardia lupulella
Daviscardia lupulella är en fjärilsart som beskrevs av Robinson 1986. Daviscardia lupulella ingår i släktet Daviscardia och familjen äkta malar.
Artens utbredningsområde är Panama. Inga underarter finns listade i Catalogue of Life.